# Farní sbor Českobratrské církve evangelické v Hrabové
Farní sbor Českobratrské církve evangelické v Hrabové je sborem Českobratrské církve evangelické v Hrabové. Sbor spadá pod Moravskoslezský seniorát.
Sbor není obsazen, administruje f. Vlastislav Stejskal a kurátorkou sboru je Hana Malá.

## Historie sboru
Kazatelská stanice olomouckého sboru byla v Hrabové založena roku 1920. Samostatný farní sbor byl ustaven roku 1923. Sbor si v letech 1924–1933 vystavěl vlastní kostel podle návrhu architekta Oldřicha Lisky, jehož součástí je i hvězdářská kopule. Roku 1945 se odloučil filiální sbor v Zábřehu a vytvořil samostatný farní sbor.

### Faráři sboru
- Rudolf Šedý (1924–1948), vikář
- Pavel Dvořáček (1980–1984)
- Václav Hurt (1987–1994)
- Jaroslav Ondra (2001–2009)
- Jan Hudec (2010–2021)